# Mewgenics
Mewgenics es un próximo videojuego de simulación de vida mazmorras de rol táctico desarrollado por Edmund McMillen y Tyler Glaiel. El juego permite crear gatos que asumen clases de personajes y son enviados a diversas aventuras. Se anunció originalmente por Team Meat en 2012 como una continuación de Super Meat Boy,el juego experimentó un período de desarrollo prolongado, antes de ser cancelado y posteriormente McMillen readquirido para su desarrollo con Glaiel en 2018. Se prevé que Mewgenics se lance a través de la plataforma de distribución digital Steam en 2025.

## Jugabilidad
Mewgenics es un juego de rol táctico que se divide en dos etapas: una de combate y otra de cría. Al comienzo del juego, se le asigna un equipo de cuatro gatos, que cuentan con clases de personajes, como cazador, mago y sanador. Los gatos tienen diferentes estadísticas, como acceso a reservas de maná, que influyen en sus roles y desempeño. Los gatos pueden influir en las estadísticas mencionadas equipando ropa y otra parafernalia, la parte de combate del juego se desarrolla principalmente en una cuadrícula generada por procedimientos con una perspectiva isométrica bidimensional, donde el equipo debe eliminar a todos los enemigos antes de avanzar.  Cada personaje puede moverse y usar una habilidad activa, y las habilidades pasivas le afectan.  El combate está fuertemente influenciado por el medio ambiente, el clima afecta el rendimiento, si un gato pierde todos sus puntos de vida, quedará incapacitado, pero permanecerá en la batalla, aunque sufrirá consecuencias a largo plazo, como daño cerebral, y aún podría morir con tres golpes posteriores de los enemigos. Si un gato muere, sus objetos se perderán, incluidas las rarezas exclusivas que solo pueden aparecer una vez. Después de una batalla exitosa, el jugador puede elegir un gato para subir de nivel, mejorando así sus habilidades.
La segunda etapa del juego, la reproducción, entra una vez que el jugador ha completado su carrera. Los gatos supervivientes regresan al centro de la casa, llevando consigo sus estadísticas, así como el equipo que pueden utilizar otros gatos. Dos gatos en la misma habitación pueden aparearse, dando como resultado la cría de un nuevo gato que hereda los rasgos de sus padres. La endogamia, el acto de criar gatos con padres estrechamente relacionados, da como resultado crías con mutaciones y otras deficiencias. A medida que pasa el tiempo simulado en el juego, los gatos mueren de vejez.

## Desarrollo

### Diseño original y cancelación.
Tras el lanzamiento de Super Meat Boy, el artista Edmund McMillen y el programador Tommy Refenes del Team Meat comenzaron a desarrollar Mew-Genics, entonces con un título con guiones. Se anunció en octubre de 2012, y McMillen describió el juego como generado aleatoriamente, involucrando gatos y el "proyecto más extraño en el que [había] trabajado". Inspirándose en Los Sims, Pokémon, Animal Crossing y Tamagotchi, Mew-Genics presentó combate estratégico por turnos, mientras se apoyaba en gran medida en el elemento central de la casa. Los gatos podrían participar en diversas actividades, como concursos de belleza y carreras de alcantarillado, además de congelarse criogénicamente para prolongar su longevidad. Los gatos se enfrentarían a los jefes de una manera similar al estilo Pokémon, y sus oponentes se volverían progresivamente más difíciles con cada pelea. El juego estaba destinado a ser un título multiplataforma, siendo iOS la primera plataforma anunciada, seguida de Steam y Android. La banda sonora del juego fue compuesta por la banda de dos miembros Ridiculon, colaboradores habituales de McMillen.
Poco después de que comenzara la producción, McMillen y Refenes se dieron cuenta de que habían subestimado el alcance de Mew-Genics, y el juego experimentó un retraso. Por lo tanto, Team Meat archivó temporalmente Super Meat Boy Forever, su sucesor portátil planeado para Super Meat Boy, para priorizar Mew-Genics .  Originalmente se planeó su lanzamiento en 2014, con una versión jugable para PAX Prime en Seattle, Washington, entre agosto y septiembre de 2013, pero Team Meat anunció directamente antes del evento que solo sería exhibido y no jugable. El juego se pudo jugar para el público en PAX East en Boston, Massachusetts, en abril de 2014, y Team Meat insistió en que aún se lanzaría ese año. En agosto de 2014, el desarrollo de Mew-Genics quedó en suspenso y Refenes afirmó que el equipo estaría trabajando en refactorizar el juego para hacerlo más coherente. Después de dos años sin desarrollo, McMillen confirmó en 2016 que Mew-Genics había sido cancelado, mientras que su atención se centraría en su nuevo proyecto, The Legend of Bum-bo. Posteriormente, McMillen abandonó Team Meat, ya que Refenes buscaba desarrollar aún más la franquicia Meat Boy, mientras que él quería buscar nuevos trabajos intelectuales.

### Diseño final y lanzamiento.
En enero de 2018, McMillen anunció en una publicación de blog que había conseguido los derechos de Mewgenics de Team Meat y que el proyecto se desarrollaría con Tyler Glaiel, colaborador de McMillen en The End Is Nigh. El diseño del juego se sometería a una revisión completa, con una fecha de lanzamiento prevista dentro de varios años.  Mientras McMillen completaba el trabajo en The Legend of Bum-bo, la expansión final de The Binding of Isaac: Rebirth llamada Repentance y el juego de cartas físico Tapeworm, Glaiel creó prototipos de varias variantes de juego para el reiniciado Mewgenics.  Los géneros que Glaiel probó incluyeron pelea y estrategia en tiempo real, aunque los encontró demasiado caóticos. A principios de 2020, un prototipo de juego de rol táctico por turnos avanzó como diseño del juego.
En octubre de 2022, se lanzó la página oficial de Steam de Mewgenics, promocionándolo como un juego roguelike por turnos. El periodista Russ Frushtick de Polygon tuvo una vista previa del juego en Halloween de 2022, detallando su juego, así como el relato de McMillen y Glaiel sobre la historia de desarrollo del juego. Se proyecta que el juego se lanzará en Steam en 2025.